# 王时文
王时文(1968年2月—)是一位中国政治人物，曾任湖北省鄂州市卫生健康委员会主任。

## 生平
1968年出生于湖北鄂州市，1987年毕业于黄冈师范专科学校，先后在鄂州广播电台，鄂州电视局，华容区委工作，2019年2月担任鄂州市卫生健康委员会主任。
2020年2月18日被提名免去鄂州市卫生健康委员会主任职务，由万福尧接任。